# Cornevilles klockor

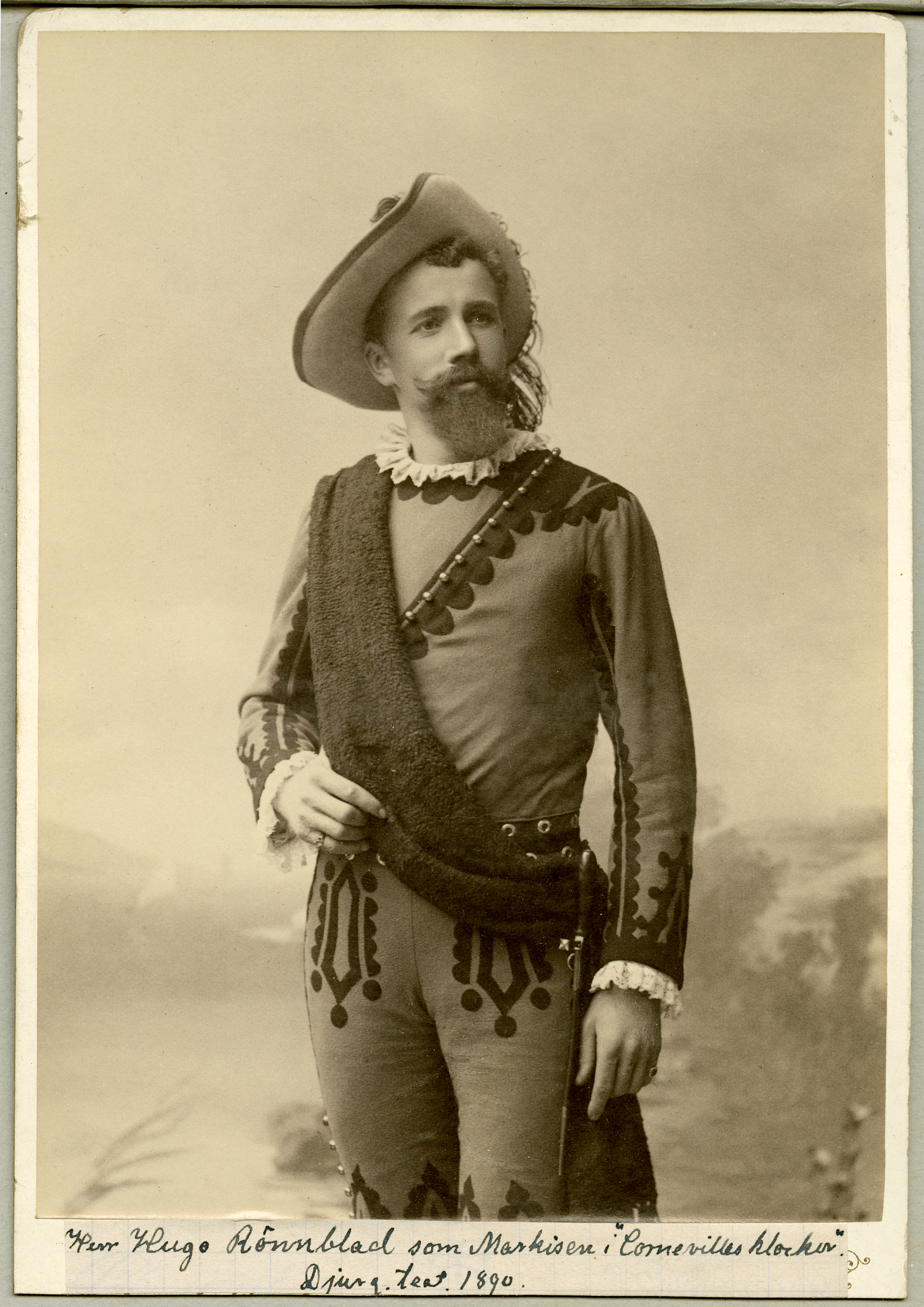
Hugo Rönnblad som Markisen på Djurgårdsteatern 1890.

Cornevilles klockor (franska: Les Cloches de Corneville) är en fransk operett i tre akter komponerad 1877 med musik av Robert Planquette (1848-1903) till ett franskt libretto av Louis Clairville och Charles Gabet, som bygger på en pjäs av den senare. 
Operetten var Planquettes första helaftonsföreställning och trots att han skulle komma att komponera ytterligare tolv stycken, inklusive Rip Van Winkle som blev en stor framgång i London, lyckades han aldrig upprepa succén från sitt första försök. Den slog kassarekord i både Paris och London, där den satte nytt rekord i antal föreställningar, och sattes ideligen upp på nytt i Europa och USA under resten av 1800-talet. Sedan dess hade den förekommit då och då i tillfälliga uppsättningar i Frankrike.

## Historia
Det råder delade meningar om verkets tillkomst. Enligt Académie Nationale de l'Opérette hade Gabet och Clairville erbjudit flera kompositörer att tonsätta deras libretto men förgäves; det ansågs vara för likt Boieldieus Vita frun och Flotows Martha. Utdrag ut texten publicerades och såldes bra med resultatet att teaterchefen Charles Cantin vid Théâtre des Folies-Dramatiques blev intresserad att sätta upp stycket. Den andra versionen, enligt Encyclopédie de l'art lyrique français, är att Cantin accepterade librettot och erbjöd det till kompositören Hervé. Librettisterna var emellertid ovilliga till att föra in breda, komiska effekter på uppmaning av Hervé och Cantin, som gillade att uppmuntra blivande talanger, vände sig till Planquette för att denne skulle tonsätta stycket.
Allt sedan 1867 hade Folies-Dramatiques satt upp en rad opéras bouffes och comiques, där de tongivande kompositörerna var Hervé and Charles Lecocq. Till den nya operetten samlade Cantin en stark ensemble. Teaterns primadonna Conchita Gélabert hade precis dragit sig tillbaka från rampljuset men övertalades att göra comeback och Cantin hade nyligen rekryterat den 18-åriga nykomlingen Juliette Girard, elev vid Conservatoire de Paris, som fick ta den andra sopranorollen. De två tenorrollerna gjordes av den populäre Simon-Max och Ernest Vois.
Operetten hade premiär på Fantaisies-Parisiennes den 19 april 1877, spelades fler än 500 föreställningar och gav ett kassarekord på mer än 1,6 miljoner francs, motsvarande ungefär 6 700 000 euros i 2015 års valutakurs. Redan innan ridån gick ned stod det klart att stycket var en succé. Flera nummer fick tas om och ensemblen prisades för både sitt skådespel och sin skönsång.

### Svenska uppsättningar
Operetten översattes redan 1878 till svenska av C. G. Michal och uppfördes på Vasateatern hösten 1900, av Anton Salmsons sällskap 1908, på Oscarsteatern 1910, 1914 och 1922, på Djurgårdsteatern 1914, av Riksteatern 1937 samt på Stora teatern i Göteborg 1938.

## Personer
| Roller                                                            | Röststämma | Premiärbesättning 19 april 1877 (Dirigent: ) |
| ----------------------------------------------------------------- | ---------- | -------------------------------------------- |
| Gaspard, en snåljåp                                               | baryton    | Ange Milher                                  |
| Germaine, hans niece                                              | sopran     | Conchita Gélabert                            |
| Serpolette, ett hittebarn                                         | sopran     | Juliette Girard                              |
| Henri, Marquis de Corneville                                      | tenor      | Ernest Vois                                  |
| Jean Grenicheux, en fiskarpojke                                   | tenor      | Simon-Max                                    |
| Polis i Corneille                                                 | baryton    | François-Louis Luco                          |
| Gertrude, Jeanne, Manette och Suzanne et al, belles de Corneville |            |                                              |
| Skrivare, assessorer, notarier                                    |            |                                              |
| Bybor och uppvaktning till Marquis                                |            |                                              |

## Handling
Tid: 1600-talet
Plats: Corneville
Akt 1 – Scen 1 – En skog nära slottet Corneville
Den eländig gamle Gaspard är anställd hos markisen av Corneville, som dock befinner sig i exil. Han ser till slottet och finanserna genom att övertyga byborna att stället är hemsökt. Han vill tvinga sin niece Germaine att gifta sig med den gamle polisen, då denne har börjat misstänka Gaspard och hotar undersöka hans handhavande med markisens affärer. Men Germaine är trogen Jean Grenicheux, en aristokratisk ung fiskarpojke, som hävdar att han en gång räddade henne från att drunkna. Garpard har en husa vid namn Serpolette, som han hittade när hon var ung, övergiven på ett fält. Hon har vuxit upp till en riktig skönhet och är föremålet för mycket skvaller bland kvinnorna, som kallar henne värdelös. Även hon är begtagen i Grenicheux.
En främling utklädd till sjökapten anländer. Germaine visar iväg honom med orden att stället är hemsökt och att slottets klockor kommer klämta endast för dess rättmätige ägare. Främlingen är i själv verket Henri, markis de Corneville, som återvänt från exilen. Han har kommit för att återta sitt slott och sina ägor. Han minns sin ungdom och särskilt en ung flicka som föll i sjön. Han drog upp henne och återsåg henne aldrig mer.
Akt 1 – Scen 2 – Marknaden i Corneville 
På marknaden kan folk anställa tjänare eller kuskar. Germaine, Serpolette och Grenicheux tyr sig alla till den mystiske Henri i hopp om att undfly den gamle Gaspard.
Akt 2 – En stor hall i slottet Corneville 
Markis Henri för hem sina nya tjänare till slottet och avslöjar sin rätta identitet. Han försöker få dem att sluta tro på spöken och börjar rusta upp slottet, som under hans frånvaro har förfallit. Han hittar ett brev där det framgår att den nyfödda Vicomtesse de Lucenay en gång befann sig i nöd och anförtroddes till Gaspard att växa upp under falskt namn. Alla tror detta måste syfta på Serpolette. Henri känner sig dragen till Germaine. Hon berättar hur Grenicheux räddade henne och hur hon känner sig tvingad att gifta sig med honom. Henri inser att Germaine är den flicka han räddade och att Grenicheux har ljugit.
Under tiden anländer Gaspard nattid i en båt i tron att slottet är tomt. Henri och de andra klädda i rustning hoppar fram och klämtar i klockorna. De tar fast Gaspard som blir galen på kuppen.
Akt 3 – Slottet Corneville
Efter att slottet har renoverats och klockorna klämtat erkänns Henri som den rättmätige ägaren till slottet. Han ger en fest för hela byn. Den galne Gaspard vandrar sjungande runt. Serpolette gläder sig över att vara Vicomtesse of Lucenay, då födelsebeviset för henne och Germaine har försvunnit (Gaspard stal det). Grenicheux har blivit anställd hos Serpolette och uppvaktar henne.
Henri har förälskat sig i Germaine, trots att hon bara är en tjänare. Han beordrar Gaspard att erkänna sitt svek, men utan att namnge den riktige hjälten. Germaine råkar höra samtalet. Henri ber henne att bli hans fru, men hon vägrar då en tjänare inte kan gifta sig med en markis. Gaspard återfår sitt förstånd och berättar ångerfullt att hans förmodade niece i själv verket är den riktiga Vicomtesse de Lucenay (och Serpolette en simpel bortbyting), och därmed kan markisen äkta Germaine. Henri förlåter Gaspard, Serpolette tar Grenicheux och allt slutar lyckligt medan klockorna i Corneville klämtar.

## Musiknummer
- Ouvertyr

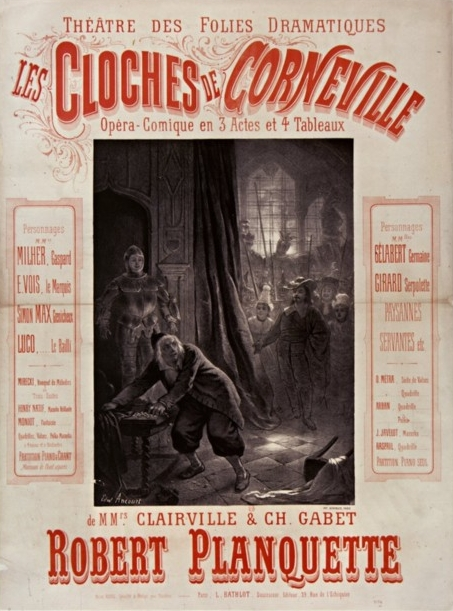
Affisch till premiären.

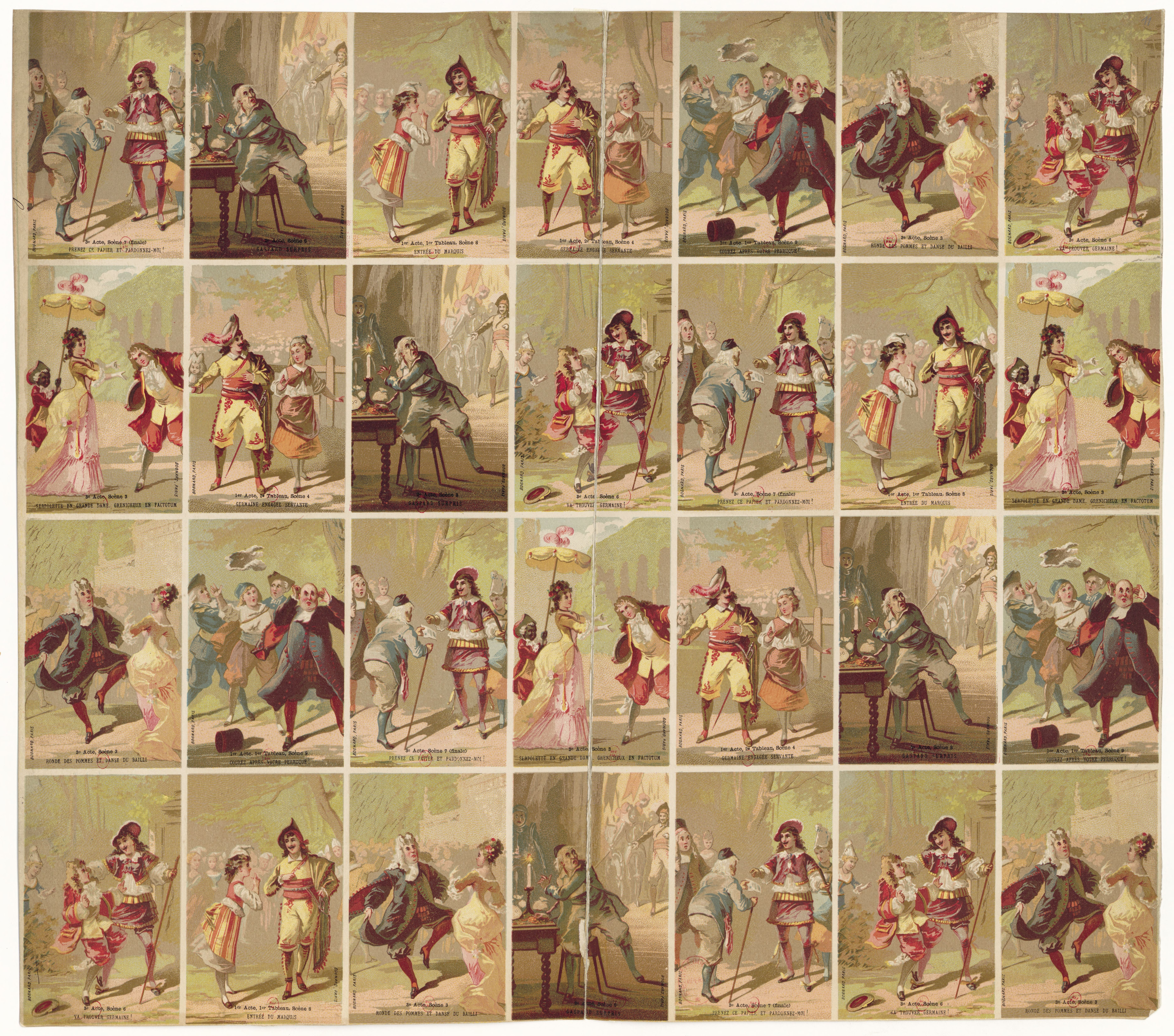
Scener ur Cornevilles klockor.

- Akt 1, scen 1: En skog nära staden Corneville
  - 1. Kör – "C’est le marché de Corneville" – "On dit, sans contredit"
  - 2. Rondo – "Dans ma mystérieuse histoire" – Serpolette
  - 3. Chanson du mousse – "Va, petit mousse" – Grenicheux
  - 4. Duett – "Même sans consulter mon coeur" – Germaine, Grenicheux
  - 5. Légende des cloches – "Nous avons hélas! perdu d'excellents maîtres" – Germaine, kör
  - 6. Rondo-waltz – "J'ai fait trois fois le tour du monde" – Henri
  - 7. Kör – "C’est affreux, odieux!"
- Akt 1, scen 2: Marknaden i Corneville
  - Entr'acte
  - 8. Couplets – "Je ne sais comment faire" – Grenicheux
  - 9a. Kör "Sur le marche de Corneville"
  - 9b. Kör "Vous qui voulez des servantes"
  - 9c. Final – "Jeune fille, dis-moi ton nom"
- Akt 2 – En hall i slottet Corneville
  - 10. Kör – "À la lueur de ces flambeaux"
  - 10b. Air – "Ne parlez pas de mon courage" – Germaine
  - 10c. Trio – "Fermons les yeux" – Serpolette, Grenicheux, polisen
  - 10d. Sång – "Pristi, sapristi" (Serpolette)
  - 11. Sång – "J'avais perdu la tête et ma perruque" – Polisen
  - 12. Sång – "Sous des armures à leur taille" – Henri, kör
  - 13. Ensemble och couplets – "Vicomtesse et marquise" – Serpolette, Henri, kör
  - 14. Duett – "C'est elle et son destin le guide" – Germaine, Henri
  - 15. Kör och kvintett – Gloire au valeureux Grenicheux" – Grenicheux
  - 16. Final och couplets –"C'est là, c’est là qu'est la richesse" – Gaspard, Grenicheux, kör
- Akt 3 – En park med en staty och ett buskage
  - Entr'acte och dans
  - 17. Chanson des gueux – "Enfin, nous voilà transportés" – Gaspard
  - 18. Kör – "Regardez donc quel équipage"
  - 18b. Sång – "oui, c'est moi, c'est Serpolette" – Serpolette
  - 19. Chanson du cidre – "La pomme est un fruit plein de sève" – Serpolette och kör
  - 20. Rondo-waltz – "Je regardais en l'air" – Grenicheux
  - 21. Romans och duett – "Une servante, que m'importe" – Germaine, Henri
  - 22. Final till akt III – "Pour le tresor que tu nous abandonnes"